# 帕里海峽
74°20′N 093°00′W / 74.333°N 93.000°W

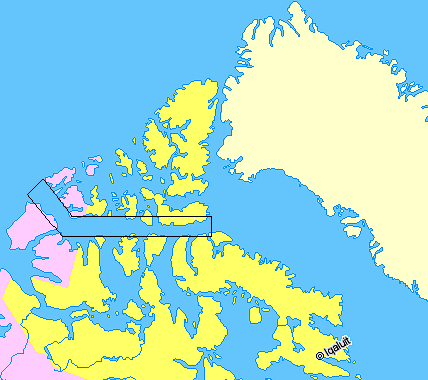
帕里海峽
努納福特
西北地区
格陵兰

帕里海峽是加拿大的海峽，位於北極群島地區，連接東面的巴芬灣和西面的波弗特海，長約1,000公里、寬45公里。海峽將北方的伊麗莎白女王群島與其餘北極群島南部島嶼隔開。海峽以威廉·愛德華·帕里命名。